# Nuvole passeggere
Nuvole passeggere (Till the Clouds Roll By) è un film del 1946 diretto da Richard Whorf. È un musical sulla vita del compositore Jerome Kern, con un folto cast di attori e cantanti. Il ruolo di Kern è interpretato da Robert Walker.

## Trama
Jerome Kern è un giovane musicista che aspira a diventare famoso come compositore per spettacoli di rivista. Un giorno conosce il direttore d'orchestra James Hessler, i due diventano amici e si recano in Inghilterra dove raggiungono il successo. A Londra Jerome conosce Eva, se ne innamora e la sposa. Gli anni passano e la figlia di James, Sally, divenuta una splendida donna, scappa dal collegio dove sta studiando per diventare una cantante di rivista. Jerome, inizialmente contrario, cede e compone per lei una canzone. Ma il mondo dello spettacolo è duro e quando nessun impresario la scrittura, Sally ne rimane sconvolta e James muore per il dispiacere. La ragazza riuscirà comunque a realizzare il suo sogno, diventando una stella del cinema.

## Produzione
Il film fu prodotto da Arthur Freed per la MGM. La colonna sonora con le musiche di Lennie Hayton è stata prodotta dalla MGM Records.

## Distribuzione
Distribuito dalla Metro-Goldwyn-Mayer (MGM), il film - presentato in prima a New York il 5 dicembre 1946 - uscì nelle sale cinematografiche USA il 3 gennaio 1947 con il titolo originale Till the Clouds Roll By.